# Thieves Like Us
Thieves Like Us (también conocida como Los delincuentes), es una película policial estadounidense de 1974, ambientada en la década de 1930. Fue dirigida por Robert Altman y protagonizada por Keith Carradine y Shelley Duvall. El reparto secundario incluye a Louise Fletcher y Tom Skerritt.
Basada en la novela del mismo nombre de Edward Anderson, que también proporcionó material fuente para la película de 1948 They Live by Night , dirigida por Nicholas Ray, aunque la película de Altman se acerca mucho más al libro. 
La película se estrenó por primera vez en el Festival de Cannes de 1974.

## Sinopsis
Tres ladrones condenados por robos bancarios en el interior de Misisipi escapan de la prisión y dejan la ciudad bajo alerta. Pero una repentina pasión entre uno de los fugitivos y una joven rica puede arruinar todo.

## Reparto
- Keith Carradine como Bowie
- Shelley Duvall como Keechie
- John Schuck como Chicamaw
- Bert Remsen como "T-Dub"
- Louise Fletcher como Mattie
- Tom Skerritt como Dee Mobley

## Recepción de la crítica
La película recibió mayormente críticas positivas.
Roger Ebert, del Chicago Sun-Times, le dio a la película tres estrellas y media de cuatro, escribiendo que "sin duda tiene todo tipo de debilidades en cuanto a personajes y trama, pero maneja una estrategia visual tan perfectamente controlada que tener una sensación extraña de este tiempo y este lugar".